# Préparation d'un échantillon
La préparation d'un échantillon est l'étape de traitements d'un échantillon pour le rendre propre à subir le processus prévu, par exemple d'analyse en chimie analytique ou par microscopie.

## Utilité
La préparation est une étape très importante de la plupart des techniques analytiques, car souvent ces techniques ne peuvent pas analyser l'échantillon sous sa forme brute, ou risquent de produire des résultats déformés par l'interférence d'autres espèces chimiques présentes par exemple.

## Méthodes en chimie analytique
La préparation des échantillons peut impliquer une dissolution, une extraction, une réaction chimique avec certaines espèces chimiques, une dérivatisation, un traitement avec un agent chélateur (par exemple l'EDTA), un masquage, une filtration, une dilution, un sous-échantillonnage, une fragmentation, une digestion chimique avec un acide ou une base, un nettoyage, une préconcentration, une calcination, un traitement par ultrasons, etc.

## Exemples en spectroscopie
- Spectroscopie infrarouge
- Spectrophotométrie d'émission de flamme
- Spectrométrie de fluorescence des rayons X
  - Spectrométrie de fluorescence des rayons X en réflexion totale
- Spectrométrie à plasma à couplage inductif

## Exemples en microscopie
- Microscope optique
  - Microscopie à expansion
- Microscope électronique
  -  Microscopie électronique en transmission
  - Microscopie électronique à balayage